# Горный хохлатый орёл
Горный хохлатый орёл (лат. Nisaetus nipalensis) — вид хищных птиц из семейства ястребиных.

## Распространение
Водится в южной части Азии от Пакистана, Индии и Шри-Ланки до Китая, Тайваня и Японии.
На территории России  гнездование установлено только в юго-западных районах Приморского края: в восточных отрогах Борисовского (Шуфанского) плато в Восточно-Манчжурских горах на границе с Китаем. Гнездование предполагается в южной части Сихотэ-Алинского хребта от верховьев реки Сучан (ныне Партизанская) к югу до верховьев реки Иман (ныне Большая Уссурка). На территории Сихотэ-Алинского заповедника этот вид был зарегистрирован не менее 15 раз, как  в ноябре — январе, так и летом.  Залёты хохлатого орла отмечались 19 октября 1914 года на острове Монерон, 11—12 июня 1986 года на Кунашире и 2 июня 1980 года в южной части Сахалина.

## Систематика
Раньше входил в состав рода Spizaetus.
В составе вида выделяют следующие подвиды:
- Nisaetus nipalensis nipalensis Hodgson, 1836
- Nisaetus nipalensis orientalis (Temminck et Schlegel, 1845)